# 新城区 (西安市)
新城区（しんじょう-く）は、中華人民共和国陝西省西安市に位置する市轄区。

## 行政区画
- 街道:西一路街道、長楽中路街道、中山門街道、韓森寨街道、解放門街道、自強路街道、太華路街道、長楽西路街道、胡家廟街道